# Gare d'Emdjez Edchich
La gare d'Emdjez Edchich est une gare ferroviaire algérienne située sur le territoire de la commune d'Emdjez Edchich, dans la wilaya de Skikda.

## Situation ferroviaire
La gare est située au nord de la ville d'Emdjez Edchich, sur la ligne de Ramdane Djamel à Jijel. Elle est précédée de la gare de Ramdane Djamel et suivie de celle de Sidi Mezghiche.

## Service des voyageurs

### Desserte
La gare de Sidi Mezghiche est desservie par les trains régionaux de la liaison Constantine - Jijel,.